# Алексеев, Алексей Олегович
Алексей Олегович Алексеев (14 апреля 1989) — российский футболист, нападающий.

## Биография
Воспитанник ДЮСШ «Химки». В течение нескольких лет выступал за дублирующий состав клуба и становился его лучшим бомбардиром (в 2007—2009 годах провёл 61 игру, забил 18 мячей), играл также за команду «Химки-2» в первенстве ЛФЛ (с 2006 по 2010 год: 22 матча, 10 мячей), однако в главную команду не вызывался. В 2009 и в 2010 годах отдавался в аренду командам Второго дивизиона «Смена-Зенит» (Санкт-Петербург) и «Днепр» (Смоленск).
В 2011 году, после окончания контракта с «Химками» Алексеев уехал играть в эстонскую Мейстрилигу. Выступая за «Калев» Силламяэ, форвард стал лучшим бомбардиром коллектива, забив 14 мячей в 16 играх.
В 2012 году некоторое время играл за латвийскую «Даугаву», после чего вернулся в Россию, где играл за любительскую «Спарту».
В 2013 году подписал контракт с литовской «Бангой», однако в местном первенстве надолго не задержался.
Последней командой в карьере Алексеева была казахстанская «Астана-1964».